# Patxi Eugi
Patxi Eugi Cabodevilla, conocido como Eugi (Aoiz, Navarra, 3 de noviembre de 1971) es un expelotari español de la modalidad de mano. Jugaba en la posición de delantero y se puede considerar uno de los mejores pelotaris de la historia de este deporte. 
En 1990 consiguió el título de Campeón del Mundo de Pelota en la categoría de Aficionados, y desde entonces no ha parado de acumular títulos: 3 campeonatos absolutos del manomanista (1996, 1999 y 2000), así como tres del 4 y 1/2 (1992, 1994 y 2000).
Es el menor de tres hermanos, todos ellos deportistas, pues Luis destacó en taekwondo e Iñaki en ciclismo y actualmente es montañero. 
Sus ídolos de pequeño eran Retegi II y Galarza III. "Eskulari Pelotaberri" fue la empresa en la que debutó  como profesional, siendo socios de esta empresa Julian Retegi, Juan Ignacio Retegi, los hermanos Lajos, Jose mª Fraile y Alfonso Echeverria, este también intendente junto a Paco Arrearan.
Patxi Eugui, campeón de mano parejas con Azkarate en el mundial celebrado en Cuba en 1990, dio el salto a profesionales el 5 de julio de 1991 en el Frontón Labrit de Pamplona, con solo 19 años, renunciando como máximo favorito a una medalla en los Juegos Olímpicos de Barcelona de 1992.
Consiguió su primera txapela en el Campeonato del Cuatro y Medio, en 1992, un año después de debutar como profesional.
El delantero navarro vivió su mejor época en el campeonato manomanista entre 1996 y 2001, fechas en las que sumó tres títulos (1996, 1999 y 2000) y dos subcampeonatos (1998 y 2001). Es decir, sólo se ausentó de la final de 1997, entre Arretxe y Elkoro.
"Las lesiones me han derrotado más que los rivales", llegó a afirmar en una ocasión y es que, debido a la dureza de este deporte, ha sufrido lesiones en manos, pubis, codo y rodillas, y ha entrado en el quirófano en cinco ocasiones.
Ídolo de muchos agoizkos, tenía su propia peña de seguidores que le animaban en los partidos.
Tras su retirada se reincorpo a la pelota mano profesional con la empresa riojana Garfe 11, que trata de ser una alternativa de menor nivel a las dos grandes empresas Asegarce y ASPE.

## Finales manomanistas
| Año      | Campeón | Subcampeón | Tanteo | Fronton   |
| -------- | ------- | ---------- | ------ | --------- |
| 1996     | Eugi    | Arretxe    | 22-19  | Atano III |
| 1998     | Beloki  | Eugi       | 22-13  | Atano III |
| 1999 (1) | Eugi    | Elkoro     | 22-11  | Astelena  |
| 2000     | Eugi    | Beloki     | 22-13  | Atano III |
| 2001     | Beloki  | Eugi       | 22-8   | Atano III |

(1) En la edición de 1999 se disputaron dos torneos por la falta de acuerdos entre las dos empresas de pelota mano, ASPE y Asegarce.

## Finales del Cuatro y Medio
| Año  | Campeón     | Subcampeón | Tanteo | Frontón              |
| ---- | ----------- | ---------- | ------ | -------------------- |
| 1991 | Retegi II   | Eugi       | 22-07  | Ogueta               |
| 1992 | Eugi        | Errasti    | 22-12  | Astelena             |
| 1993 | Galarza III | Eugi       | 22-07  | Municipal de Bergara |
| 1994 | Eugi        | Errandonea | 22-13  | Ogueta               |
| 1998 | Nagore      | Eugi       | 500-11 | Ogueta               |
| 1999 | Unanue      | Eugi       | 22-11  | Ogueta               |
| 2000 | Eugi        | Nagore     | 22-05  | Labrit               |
| 2001 | Barriola    | Eugi       | 22-10  | Ogueta               |

## Final de mano parejas
| Año     | Campeones            | Subcampeones   | Tanteo | Frontón   |
| ------- | -------------------- | -------------- | ------ | --------- |
| 1996-97 | Retegi II - Lasa III | Eugi - Zezeaga | 22-14  | Atano III |